# America (Luftschiff)
Die America war ein im Jahr 1906 in Frankreich gebautes amerikanisches Luftschiff. Es unternahm den ersten Motorflug in der Arktis, wurde mehrfach umkonstruiert und erzielte einige Luftfahrtrekorde.

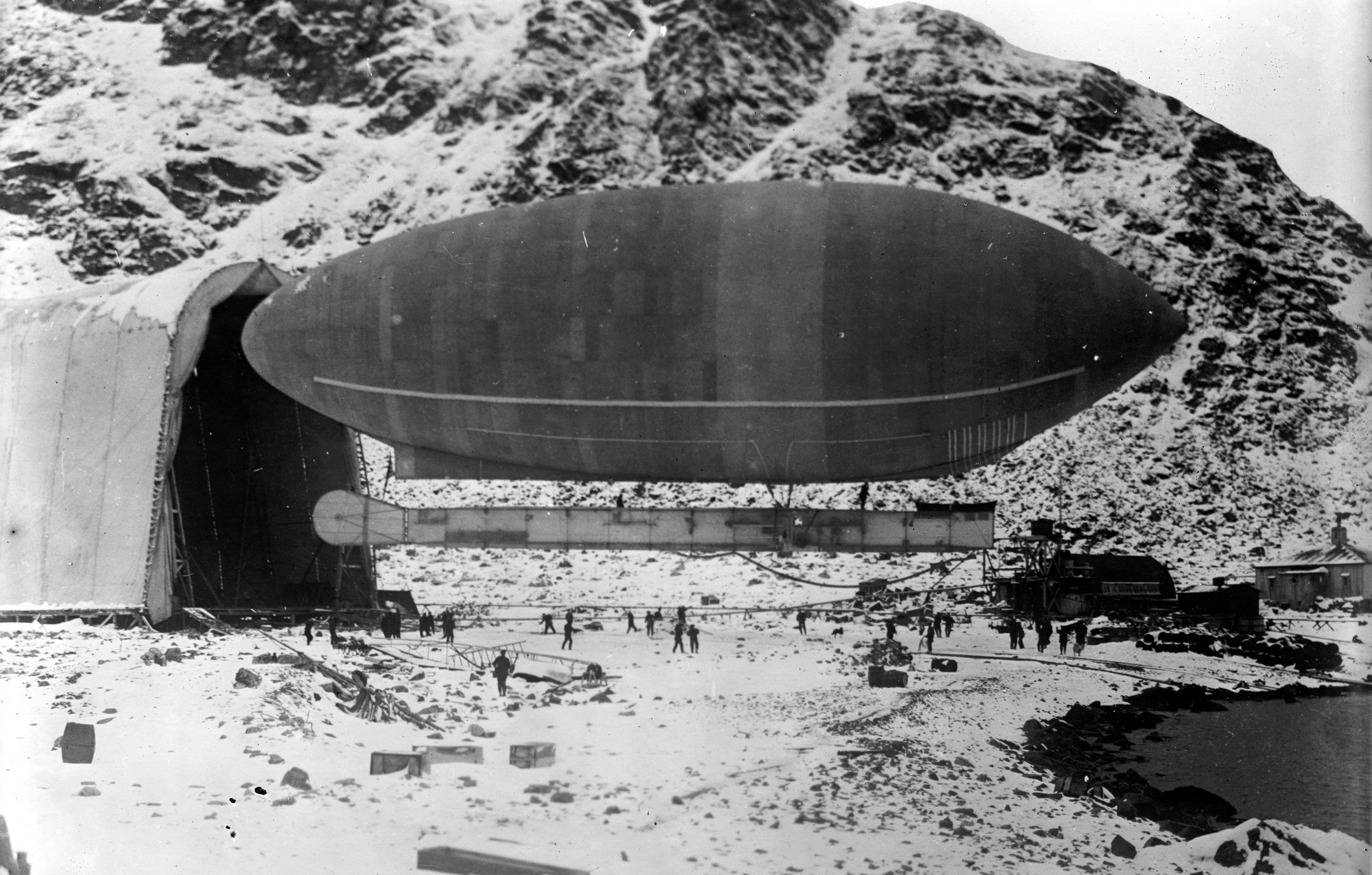
Start der America auf Danskøya, 1907

## Geschichte
Der amerikanische Journalist Walter Wellman hatte sich bereits Ende des 19. Jahrhunderts als Polarforscher versucht.
Am 31. Dezember 1905 kündigte er die Wellman Chicago Record Herald Polar Expedition an, bei der er als erster Mensch den Nordpol erreichen wollte. Als Transportmittel sollte ein in Frankreich zu bauendes Luftschiff dienen.
Nach Beratungen mit zahlreichen Größen der französischen Luftschifferszene ließ Wellman sein Luftschiff von Louis Godard am Champ de Mars in Paris bauen. Die theoretischen Leistungsdaten waren aus denen der La France und der Lebaudy abgeleitet.

### Polarfahrten
Die im Mai 1906 fertiggestellten Teile der America wurde von Paris über Antwerpen und Tromsø zur Insel Danskøya bei Spitzbergen verschifft. Bei Virgohamna errichtete Wellman bis Ende August in seinem „Camp Wellman“▼ lediglich einen Hangar und testete die Motoren. Am selben Ort hatte 1897 Andrées Ballonfahrt begonnen. Das Luftschiff wurde nicht mit Gas befüllt, da sich die Motoren und Propeller bei Testläufen als ungeeignet herausstellten. Laut einer anderen Quelle hatte Wellman Schwierigkeiten, rechtzeitig genug Wasserstoffgas heranzuschaffen.
Die Ballon der America wurde zurück nach Paris geschafft und in der Galerie des machines mit Stadtgas erstmals befüllt. Henri Julliot, der Konstrukteur der Lebaudy, bestand gegenüber Wellman auf einer insgesamt 15-monatigen Bau- und Testzeit für ein neues Luftschiff. So ließ Wellman schließlich seine alte America nach Plänen von Melvin Vaniman zu einem Kielluftschiff umbauen. Vaniman hatte als Fotograf Panoramaaufnahmen aus einem Fesselballon gemacht und hatte Flugerfahrung. Er war neben Wellman fortan Teil der Stammbesatzung des Luftschiffs.
Am 2. September 1907 startete die America auf Danskøya zur ersten Fahrt eines Luftschiffs in der Arktis. Nach zwei Stunden war sie wegen eines Schneesturms zur Notlandung auf dem Fuglepyntbreen-Gletscher auf der Hauptinsel Spitzbergen gezwungen. Dabei wurde das Luftschiff schwer beschädigt. Die America wurde zur Reparatur und erneuten Umrüstung nach Paris transportiert.
Da Wellman als Politikjournalist im Präsidentschaftswahljahr 1908 berufliche Pflichten hatte, versuchte er in diesem Jahr keine neue Fahrt seines Luftschiffs.
Am 15. August 1909 startete die America erneut mit einer vierköpfigen Crew auf Danskøya. Nach 50 Kilometern riss an der Kante des Packeises die 550 kg schwere Ballastschleppe knapp unter der Gondel ab. Wellman musste als Auftriebsausgleich Wasserstoffgas ablassen und brach die Fahrt ab. Das unter Gunnerius Ingvald Isachsen mit Vermessungsarbeiten in den Gewässern um Spitzbergen beschäftigte norwegische Dampfschiff Farm versuchte, das Luftschiff an einem Tau zurück nach Danskøya zu schleppen. Nach dem Umstieg von Besatzung und Schlittenhunden auf das Schiff riss sich die America los und stieg auf etwa 2.000 m Höhe auf, wo die Ballonhülle platzte. Die Reste des Luftschiffs wurden geborgen und mit Ausnahme der zerstörten Gondel nach Amerika geschafft.

### Atlantiküberquerung

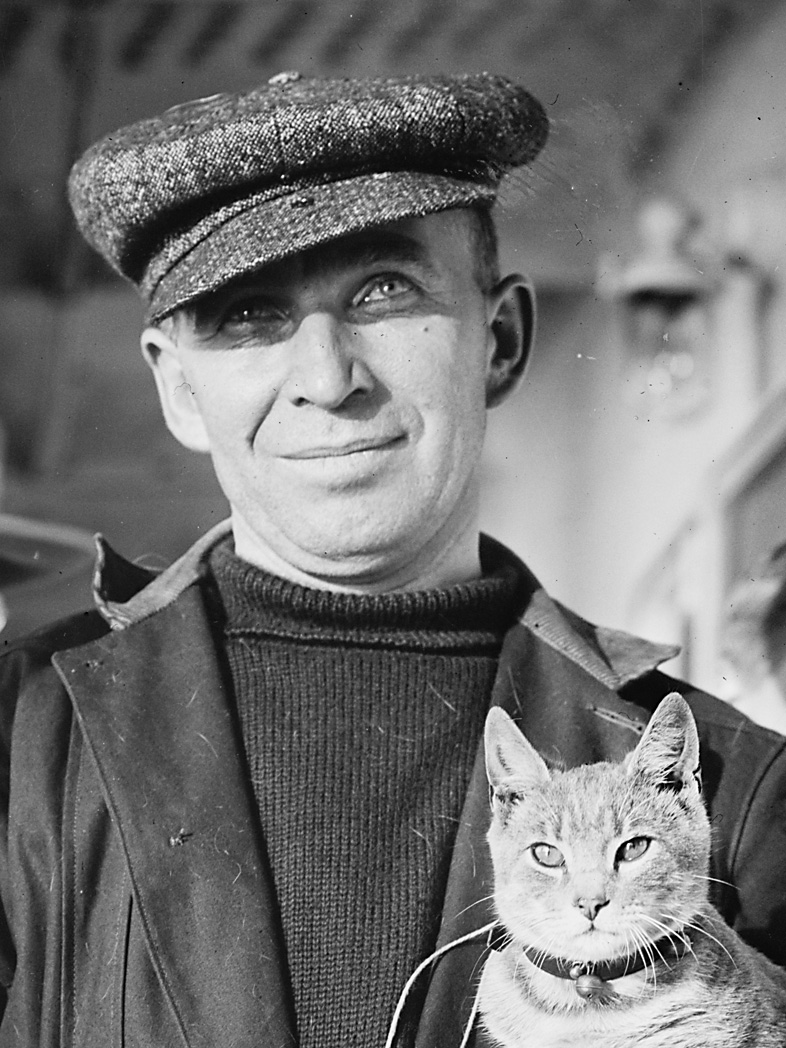
Melvin Vaniman mit Kiddo an Bord der Trent

Am 15. Oktober 1910 startete die wiederhergestellte America mit einer sechs Mann starken Crew und einer Katze in Atlantic City zur ersten Atlantiküberquerung in der Luft.
Der während der Startvorbereitung als Maskottchen an Bord genommene Streuner Kiddo sorgte nach dem Start für Unruhe. Der Versuch, das Tier an ein Motorboot abzugeben, veranlasste den ersten Funkspruch von Bord eines Luftfahrzeugs: “Roy, come and get this goddam cat!” (ungefähr: „Roy, kommen Sie und holen Sie diese gottverdammte Katze“). Es gelang Vaniman jedoch nicht, das in einen Sack gesteckte Kätzchen zum Boot abzuseilen.
Ein Motor war nach wenigen Stunden total ausgefallen und der andere wurde wegen seines überhitzenden Auspuffs nur noch in Reserve gehalten. Ein Großteil des Treibstoffs wurde abgelassen und Teile des defekten Achtzylindermotors von Bord geworfen. Durch einen Bedienfehler stieg das Luftschiff kurzzeitig auf etwa 900 m Höhe. Zum Ausgleich musste Wasserstoffgas abgelassen werden. Nach gut 70 Stunden wurde die Fahrt abgebrochen. Die Luftschiffbesatzung mit Kiddo und ihr Rettungsboot wurden 644 Kilometer östlich von Cape Hatteras vom Dampfschiff Trent an Bord genommen und nach New York gebracht. Die America flog mit geöffneten Ventilen davon.
Kiddo wäre die erste Katze gewesen, die auf dem Luftweg den Atlantik überquert hätte, und wurde anschließend im Warenhaus Gimbels der Öffentlichkeit gezeigt. Den Rest ihres Lebens verbrachte sie bei Wellmans Tochter Edith.
Mit ihrer Fahrt erzielte die America Rekorde für die mit 71,5 Stunden längste Dauer und mit 1008 Meilen weiteste Strecke einer Luftschifffahrt. Die America sendete die erste Nachricht und später den ersten Notruf eines Luftfahrzeugs.
Das geborgene Rettungsboot wurde bei der im Jahr 1911 gleichfalls durch Vaniman konstruierten Akron erneut verwendet. Nach deren Absturz wurde es geborgen und Goodyear, dem Hersteller der Akron, übergeben. 2010 kam das Boot als Spende ins National Air and Space Museum.

## Beschreibung
Die von Louis Godard gebaute America wurde später mehrfach nach Melvin Vanimans Plänen umgebaut. Die tatsächliche Bauweise des Luftschiffs und seine Einsätze wichen erheblich von Wellmans Ankündigungen in Zeitungsartikeln ab.

### Bei Ablieferung 1906
Bei seiner Ablieferung hatte das Luftschiff eine Länge von 50,3 m und bei einem Durchmesser von 16 m ein Volumen von 6.350 m3. Die Ballonhülle bestand aus drei jeweils außen mit Kautschuk beschichteten Lagen, die innerste war aus Seide, die anderen zwei bestanden aus Baumwollstoff. Die äußere Kautschukschicht sollte Feuchtigkeit und Vereisung abwehren. Die Hülle ließ nur 90 kg Wasserstoff pro Tag durch. Die Gondel war eine mit Stahl verstärkte 30 Fuß lange und fünf Fuß breite Holzkonstruktion, die die Besatzung und die Motoren tragen sollte. Ein zeltartiges Dach schützte vor Wind und Wetter. Vorräte und Treibstoff hingen in einem Korb unter der Gondel. Das Luftschiff hatte zwei Motoren. Ein 275 kg schwerer 50 bis 60 PS starker Clément-Motor trieb vorn an der Gondel einen stoffbespannten hölzernen Propeller von 5,70 m Durchmesser mit 260 min−1 und sollte auch mit Wasserstoff betrieben werden können. Ein zweiter 130 kg schwerer etwa 25 PS starker Benzinmotor trieb einen Propeller von 4,50 m Durchmesser am hinteren Ende der Gondel mit 285 min−1. Die vorgesehene Geschwindigkeit des Luftschiffs mit beiden Motoren betrug 30 km/h, die maximale Flugzeit 120 Stunden. An Bord hatte Proviant für 75 Tage Platz.

### Polarfahrt 1907
Für ihre Polarfahrt 1907 wurde die America nach Plänen von Vaniman auf 56,4 m verlängert. Dies vergrößerte ihr Volumen auf 7.800 m3. Vaniman entwarf eine neue 115 Fuß lange und 12 Fuß breite, mit geölter Seide verkleidete Gondel aus Holzstreben zwischen drei langen Stahlröhren, deren untere als Treibstofftank diente. Ein einzelner Lorraine-Dietrich-Motor leistete 80 PS. Er trieb zwei stählerne Propeller mit je 11 Fuß Durchmesser. An Bord waren Schlitten, zehn Schlittenhunde und Proviant für 10 Monate. Ein Teil davon hing in einem als Schleppleine 40 m langen, mit Stahl verstärkten Lederschlauch mit 18 cm Durchmesser an der Gondel und wurde teils auf dem Boden oder im Wasser mitgeschleift. Dies sollte zugleich als Ballast und Höhenstabilisator dienen. Ein gleichartiger, jedoch mit Haken versehener Schlauch wurde zum Abbremsen des Luftschiffs an Bord bereitgehalten. Der Treibstoff sollte für 120 Stunden Fahrt bei 30 km/h ausreichen.

### Polarfahrt 1909
Vor der Polarfahrt 1909 wurde die America nochmals auf jetzt 70 m verlängert. Ihr Volumen betrug nun 9.200 m3. Zwei neue je 80 bis 90 PS starke Motoren sollten sich im Betrieb abwechseln. Ein Lorraine-Dietrich-Vierzylinder-Automotor trieb ein beiderseits der Gondel montiertes Paar hölzerner Propeller von 12 Fuß Durchmesser mit 500 min−1. Ein E.N.V.-Achtzylinder trieb ein weiteres Paar Propeller von 10,5 Fuß Durchmesser mit 750 min−1. Die Propeller waren vertikal schwenkbar.

### Atlantiküberquerung 1910

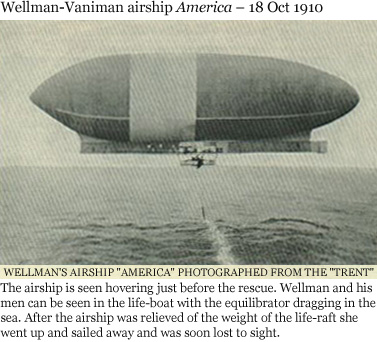
Die America 1910

Für ihre Atlantiküberquerung 1910 wurde die America neu aufgebaut und mit einer Funkanlage und einem Rettungsboot ausgerüstet. Vaniman entwarf eine 156 Fuß lange und 8 Fuß breite Stahlrohrkonstruktion, die Treibstofftanks enthielt und die eigentliche Gondel trug. An einem etwa zehn Fuß unterhalb der Mitte in die Ballonhülle eingenähten Stoffstreifen waren 80 Stahlkabel befestigt. An ihnen hing eine V-förmige Konstruktion aus 156 Fuß langen Stahlröhren, die in zehn Kammern 1500 Gallonen Treibstoff fassen konnte. An ihr hingen 188 Hanfseile, die die Aufhängung der Gondel trugen.
Die beiden nach dem Absturz 1909 geborgenen Motoren sollten sich wiederum im Betrieb abwechseln. Der Vorrat von vier Tonnen Treibstoff und Öl hätte knapp 200 Stunden Fahrt mit 29 km/h ermöglicht. Ein 10 bis 12 PS starker Hilfsmotor trieb die Ballonett-Gebläse, half beim Anlassen der Motoren und diente als Stromgenerator für die Beleuchtung und das 250 Watt leistende Marconi-Sprechfunkgerät. Dieses nutzte den Stahlrahmen der Gondel als Antenne und die Ballastschleppe als Erdung. Der Morsefunker war Angestellter der Marconi-Gesellschaft.
Unter der Gondel war ein 27 Fuß langes Rettungsboot befestigt. Es hatte einen mit Segeltuch bespannten Mahagonirahmen und war mit einem Knallfunkensender ausgerüstet.
Zusätzliche Treibstoffvorräte waren wieder in der Ballastschleppe untergebracht.

## Wellmans Ankündigungen und ihre Umsetzung
Ende 1905 hatte Walter Wellman angekündigt, gemeinsam mit dem bekannten Luftschiffer Alberto Santos-Dumont den Nordpol erreichen zu wollen. Er beschrieb ein Luftschiff nach Art der halbstarren Lebaudy mit einer 16 m langen Stahlblechgondel. Zur Fortbewegung nach einer möglichen Landung waren leichte Motorschlitten und ein Stahlboot vorgesehen.
Rückblickend erwähnt Wellman lediglich Santos-Dumonts Interesse und Ratschläge zu seinem Projekt. Godards Entwurf ähnelte entgegen Wellmans Ankündigung nicht dem der aktuellen Lebaudy, sondern der 22 Jahre zuvor gebauten La France. Statt eines Bootes hing ein großer Korb mit Ausrüstung und Treibstoff unter der aus einem Holzlattengerüst bestehenden etwa 9 m langen Gondel. Statt Motorschlitten wurden aus Gewichtsgründen  Hundeschlitten mitgeführt. Die Gondel von 1907 war eine Stahlrohr/Holz-Konstruktion, erst die 1910 genutzte Stahlrohrgondel entsprach etwa Wellmans ursprünglicher Ankündigung.

## Technische Daten
| America         | Polarfahrt 1906 | Polarfahrt 1907                                                         | Polarfahrt 1909                                                                                               | Atlantik 1910                                                                                                 |
| --------------- | --- | ----------------------------------------------------------------------- | --- | --- |
| Länge           | 50,3 m | 56,4 m                                                                  | 70 m | 70 m |
| Durchmesser     | ca. 16 m | ca. 16 m                                                                | ca. 16 m | ca. 16 m |
| Hüllenvolumen   | 6.350 m3 | 7.800 m3                                                                | 9.200 m3 | 9.200 m3 |
| Motor           | vorn: 1 × 50 bis 60 PS Clément hinten: 1 × 25 PS                                                                    | 1 × 80-PS-Lorraine-Dietrich-Vierzylinder                                | 1 × 80-PS-Lorraine-Dietrich-Vierzylinder 1 × 80-PS-E.N.V.-Achtzylinder                                        | 1 × 80-PS-Lorraine-Dietrich-Vierzylinder 1 × 80-PS-E.N.V.-Achtzylinder                                        |
| Propeller       | vorn: 5,70 m Durchmesser / maximal 260 min−1 hinten: 4,50 m Durchmesser / max. 285 min−1 Holzrahmen, textilbespannt | seitlich: 2 × 11 Fuß Durchmesser Stahl                                  | seitlich: 2 × 12 Fuß Durchmesser / maximal 500 min−1 seitlich: 2 × 10,5 Fuß Durchmesser / max. 750 min−1 Holz | seitlich: 2 × 12 Fuß Durchmesser / maximal 500 min−1 seitlich: 2 × 10,5 Fuß Durchmesser / max. 750 min−1 Holz |
| Geschwindigkeit | 18 mph (ca. 29 km/h)                                                                                                | 18 mph (ca. 29 km/h)                                                    | 18 mph (ca. 29 km/h)                                                                                          | 18 mph (ca. 29 km/h)                                                                                          |
| Treibstoff für  | | 120 h                                                                   | 120 h | knapp 200 h                                                                                                   |
| Gondel          | hölzernes Lattengerüst, Korb; auf Danskøya verblieben                                                               | stoffbespanntes Stahlrohr/Holzgerippe; zerstört auf Danskøya verblieben | stoffbespanntes Stahlrohr/Holzgerippe; zerstört auf Danskøya verblieben                                       | stoffbespanntes Stahlrohrgerippe, Funkanlage, Rettungsboot                                                    |
| Besatzung       | - | 3                                                                       | 4 | 6 |